# Amnesia: A Machine for Pigs
Amnesia: A Machine for Pigs ist ein Computerspiel und Spinoff von Amnesia: The Dark Descent. Entwickelt wurde es vom britischen Entwicklerstudio The Chinese Room und der Publisher ist das schwedische Unternehmen Frictional Games, welches sich bereits mit Titeln wie Penumbra einen Namen gemacht hat. Das Horror-Adventure erschien im September 2013 für Windows, macOS und Linux.

## Handlung
Das Spiel folgt mehreren Handlungssträngen, von denen einige in der Vergangenheit und einige in der Gegenwart angesiedelt sind. Dazu gibt es reale Szenen und imaginäre, wobei die Unterscheidung zwischen diesen oft schwerfällt. Die Story setzt an Silvester 1899 ein. Schauplatz fast der gesamten Handlung ist die Londoner Fleischverarbeitungs-Fabrik des wohlhabenden Industriellen Oswald Mandus. Lediglich zu Beginn spielt Amnesia in Mandus' herrschaftlicher Villa, in der er aus einem Fiebertraum aufwacht und die Villa leer vorfindet. Aufgrund seines Fiebers hat er starke Gedächtnislücken und erinnert sich nicht an das Geschehen der vergangenen Monate. Seine einzige Erinnerung ist, dass er von einer „desaströsen“ Reise nach Mexiko heimgekehrt ist, an deren Verlauf oder Anlass er jedoch keine Erinnerung hat.
Auf seinem Weg durch das große Haus hört er die Stimmen seiner beiden Söhne Enoch und Edwin, welchen er durch unterschiedliche Zimmer und Geheimgänge folgt. Mandus erhält einen Anruf von dem „Ingenieur“, welcher ihm mitteilt, dass seine Kinder weit unter dem Gebäude in der „Maschine“ gefangen seien und von Hochwasser bedroht würden. Die „Maschine“ stellt eine gewaltige industrielle Anlage unter Mandus Wohnhaus und Fabrik dar, die zum Schlachten und Verarbeiten von Schweinen dient. Mandus tritt den Weg in die unterirdischen Areale des Komplexes an und erhält dabei immer wieder telefonische Hinweise des Ingenieurs, dass die Maschine sabotiert worden sei und Mandus sie wieder in Betrieb nehmen müsse.
Eine Gefahr stellen dabei die sogenannten „Manpigs“ („Menschenschweine“) dar, welche das Ergebnis abscheulicher Experimente mit Menschen und Schweinen unter Verwendung einer bestimmten Substanz namens „Verbindung X“ („Compound X“) sind. Diese Gegner reagieren auf Licht und Geräusche und der unbewaffnete Mandus muss sich stets vor ihnen verstecken oder fliehen. Nachdem er die Maschine reaktiviert hat, wird er von dem Ingenieur betrogen, welcher sich als bösartig entpuppt und versucht, Mandus zu manipulieren. Aus diesem Zweck lässt er eine Horde Manpigs auf die Straßen von London los, welche einen Teil der Bewohner töten. Mandus werden nach und nach die vergangenen Geschehnisse ins Bewusstsein gerufen und es wird klar, dass er nach seiner Reise nach Mexiko eine verheerende Zukunftsvision hatte. Er sah, dass seine Söhne Enoch und Edwin im Jahr 1916 in der Schlacht an der Somme fallen würden. Von dieser Vision in den Wahnsinn getrieben entschied Mandus, eine Maschine zu bauen, welche dem massenhaften Töten von menschlichen Opfern als Ritual der indigenen mexikanischen Völker dienen sollte, um so die Menschheit von ihrer Sünde zu befreien. Dabei opferte Mandus schließlich auch seine eigenen Söhne um sie vor dem sie ereilenden Schicksal zu befreien.
Verzweifelt über die Erkenntnis, seine eigenen Söhne getötet zu haben, begibt sich Mandus in das Herz der Maschine, der Tempelkammer, als Schauplatz für die blutigen Rituale, um sich und die Maschine ein für alle Mal zu zerstören. Der Ingenieur versucht Mandus von dieser Tat abzuhalten und versucht ihm verzweifelt mitzuteilen, dass die Maschine ihre Arbeit vollenden muss, damit sich alles zum Guten kehren kann. Dabei wird jedoch offensichtlich, dass der Ingenieur nur ein Teil von Mandus gespaltener Seele ist und niemals wirklich existiert hat. So vollendet Mandus sein Vorhaben und opfert sich selbst und damit auch den bösen Teil seiner Persönlichkeit, um dem Horror ein Ende zu bereiten.

### Charaktere
Oswald Mandus: Er ist ein wohlhabender britischer Industrieller, welcher den großen Londoner Schlachtbetrieb „Mandus Co. Meat Processing Factory“ seines Vaters geerbt hat. Er geht zudem in seiner Freizeit gerne auf Forschungsreisen und ist trotz seiner elitären Abstammung ein gütiger und großzügiger Mann, der sogar den armen Kindern im Waisenhaus hilft. Aufgrund seiner Entdeckerlust, trat er eine Reise nach Mexiko an um aztekische Ruinen zu besichtigen. Bei seiner Erforschung eines Opfertempels fand er die Bruchstücke einer Kugel (es wird impliziert, dass es sich dabei um den bereits aus dem Vorgänger bekannten „Orb“ handelt), welche eine magische Wirkung zu haben scheint. Er nimmt diese mit nach Hause, wo ihn ein starkes Fieber trifft und er so alle Erinnerungen an die Reise verliert. Die eingebildeten Rufe seiner Kinder und das Grollen der Maschine locken ihn in die Tiefen der Anlage, wo ihm bewusst wird, was er getan hat. Oswald Mandus wird im Original von Toby Longworth gesprochen.
Edwin & Enoch: Sie sind die Zwillingssöhne von Oswald Mandus. Ihre Mutter Lilibeth starb bei ihrer Geburt und die beiden werden seitdem hauptsächlich von Kindermädchen großgezogen. Mandus liebt sie über alles, obwohl er nur selten Zeit findet, sich um sie zu kümmern. Edwin und Enoch treten im Spiel nur als Einbildungen in Mandus' Kopf auf, da sie von ihrem Vater getötet wurden. Sie werden von Zak Craig gesprochen.
Der Ingenieur: Ein Bruchteil von Mandus Seele, welcher diesem durch den Orb entrissen wird und Kontrolle über Mandus gewinnt. Der Ingenieur verkörpert mehr und mehr Mandus Wahnsinn und will unbedingt den Verlauf des anbrechenden 20. Jahrhunderts ändern.
Die Maschine: Eine riesige, automatische Anlage, welche ein Bewusstsein von dem Ingenieur erhalten hat. Obwohl die genaue Funktion der Spekulation überlassen wird, geben Notizen Hinweise darauf, dass die Maschine basierend auf aztekischen Ritualen massenweise Menschen opfern und die Erschaffung der Manpigs automatisieren soll. Die Maschine entwickelt ein eigenes Bewusstsein und benutzt die Manpigs, um Reparaturen an sich selbst durchführen zu lassen. Sie wird offenbar von den Scherben des Orbs und den Herzen von Edwin und Enoch angetrieben. Sie wird durch den Ingenieur ein Teil von Mandus' Seele.
Die Manpigs: Sie sind eine Mischung aus Mensch und Schwein und stellen die häufigsten Widersacher im Spiel dar. Obwohl sie von Mandus und der Maschine erschaffen wurden, wenden sie sich nun gegen den Spieler und greifen ihn rücksichtslos an. Sie haben durch ihren Entstehungsprozess die Eigenschaft, elektrisches Licht (sowie Mandus' Laterne) zum Flackern zu bringen, wenn sie in der Nähe sind. Die Manpigs treten in unterschiedlichen Variationen auf.

## Spielprinzip und Technik
Wie bereits Amnesia: The Dark Descent, ist auch dieser Teil in der Egoperspektive. Der Spieler besitzt eine Laterne, welche aber nicht mit gesammeltem Öl betrieben werden muss, sondern dauerhaft leuchten kann. Auch gibt es keine Heilgegenstände, da Gegner hauptsächlich in im Hintergrund auftreten und keine Gefahr für den Spieler darstellen. Damit bildet dieser Typ von Spiel ein neues Genre, welches durch teils extremen psychologischen Horror gekennzeichnet ist. Dazu trägt nicht zuletzt die bedrohliche Dunkelheit der Level und der Angst erzeugende Soundtrack (komponiert von Jessica Curry) bei. Abweichend vom Hauptspiel fällt auch der „Geisteszustand“ des Protagonisten als Indikator für den drohenden Zusammenbruch der Spielfigur weg. Typisch für Amnesia sind die überall im Spiel zu findenden Notizen der Spielfigur und das Notizbuch, in welchem der Spielverlauf festgehalten und Geschehenes in Worte gefasst wird. Diese Berichte sind oft verklausuliert und in stark metaphorischem Stil verfasst.
Das Spiel bietet viele Rätsel und Aufgaben, die erfüllt werden müssen, um die Handlung voranzutreiben. Dabei interagiert der Spieler mithilfe einer ausgeprägten Physik-Engine mit beweglichen Objekten, um diese in richtiger Weise einzusetzen. An sehr wenigen Stellen kann der Spieler angegriffen werden und muss wie bei Amnesia flüchten oder sich verstecken. Gelingt dies nicht, stirbt der Spieler schnell, nachdem er vom Gegner angefallen wurde. Er spawnt dann an einem bestimmten Kontrollpunkt, meist am Anfang des Levels gelegen.
Die Spielzeit beträgt etwa vier Stunden.

## Rezeption
Aus 59 aggregierten Wertungen erzielt Amnesia: A Machine for Pigs auf Metacritic einen Score von 72. Das deutschsprachige Onlinemagazin 4Players notierte eine „ebenso beängstigende wie groteske Geschichte (...), die Motive der Schauerliteratur, insbesondere aus Frankenstein, aufgreift und mit einem modernen Ansatz verknüpft, der viel Spielraum für Gesellschaftskritik lässt“. Es lobte ein interessantes Setting, eine gelungene Story und stilvolle Kulissen, kritisierte aber ein wenig anspruchsvolles Spieldesign und kleinere technische und gestalterische Unzulänglichkeiten. Das deutsche Printmagazin Gamestar hob die Spielsteuerung sowie die dichte Atmosphäre des Spiels positiv hervor, monierte aber ein geringes Maß an Interaktivität und fordernden Rätseln. Das Magazin urteilte, wer Amnesia:A Machine for Pigs durchspiele, dürfe „sich (...) zum Kreis derer zählen, die Anspannung als Freizeitvergnügen betrachten“.